# Vrhe, Novo mesto
Vrhe so naselje v Občini Novo mesto.